# Hauptbahnhof (métro de Berlin)
Hauptbahnhof (littéralement « Gare centrale ») est une station terminus de la ligne 5 du métro de Berlin, en Allemagne. Elle située sous la gare centrale de Berlin.

## Situation sur le réseau

Plan du métro.

La station souterraine Hauptbahnhof, terminus de la ligne 5 du métro, est située avant la station Bundestag, en direction du terminus Hönow.
Elle dispose d'un quai central encadré par les deux voies de la ligne.

## Histoire
La station est mise en service le 8 août 2009 comme terminus ouest de la courte ligne 55. Elle est souterraine et se situe à l'est des quais nord-sud de la gare. Les quais en granit sont longs de 140 m. Cette ligne 55 permet de rejoindre Brandenburger Tor, à 1,8 km. Les murs des quais de la station Hauptbahnhof renseignent les touristes sur l'histoire de Berlin.
Destinée dès l'origine à être intégrée au prolongement de la ligne 5, la station devient le terminus de la ligne 5 le 4 décembre 2020, lors de l'ouverture à l'exploitation du prolongement de cette ligne d'Alexanderplatz à Brandenburger Tor.

## Services aux voyageurs

### Desserte

Installations et desserte en 2021
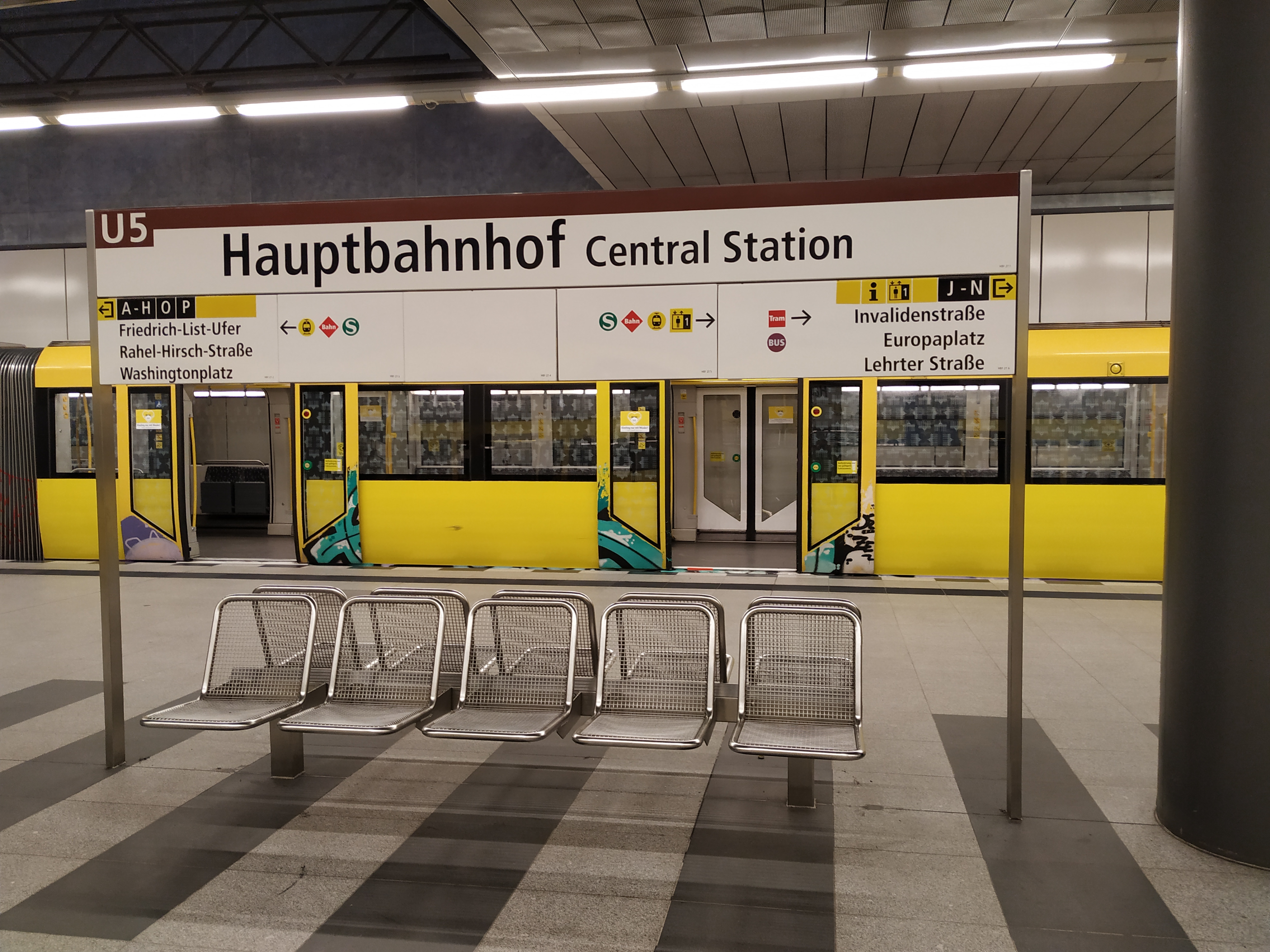
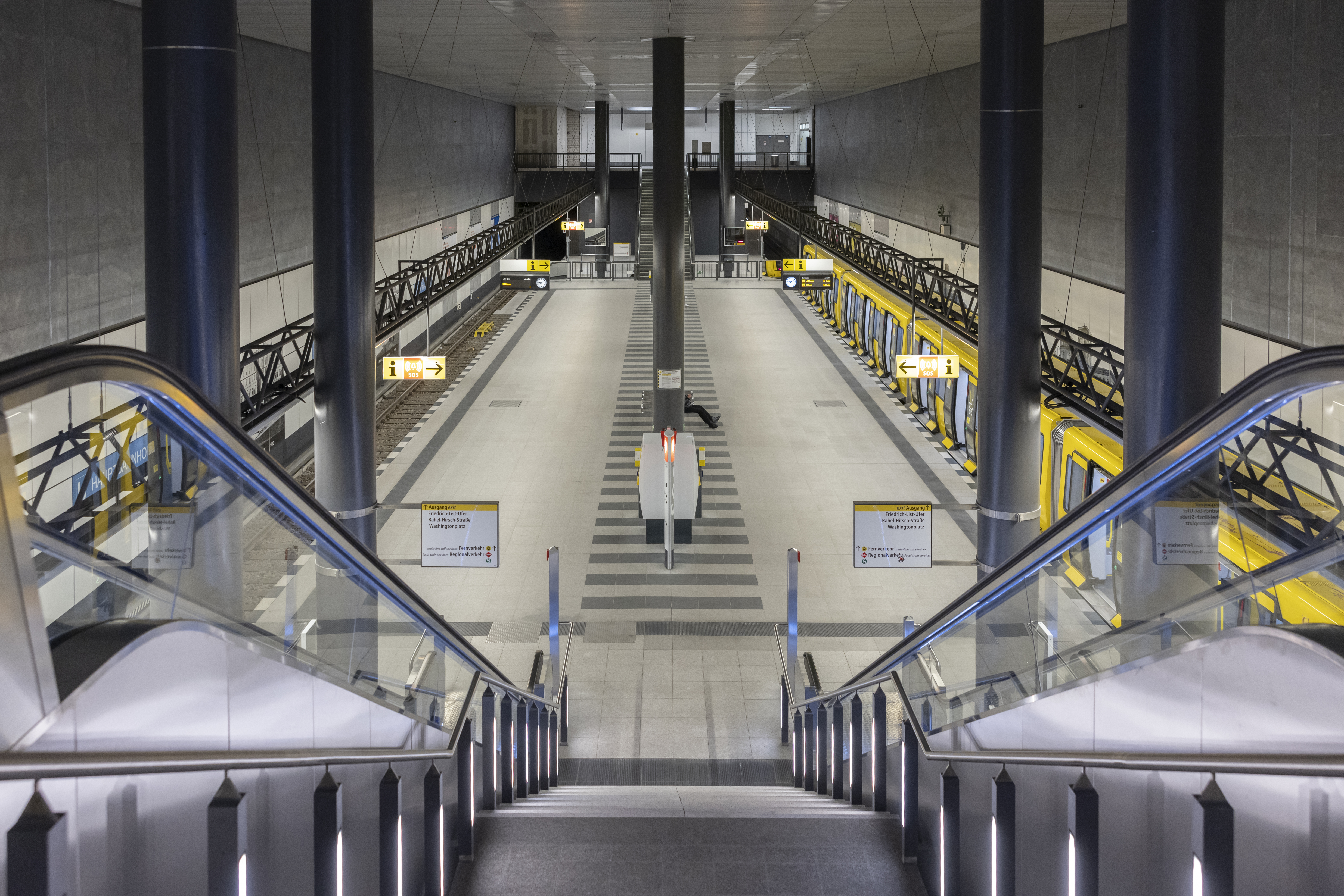
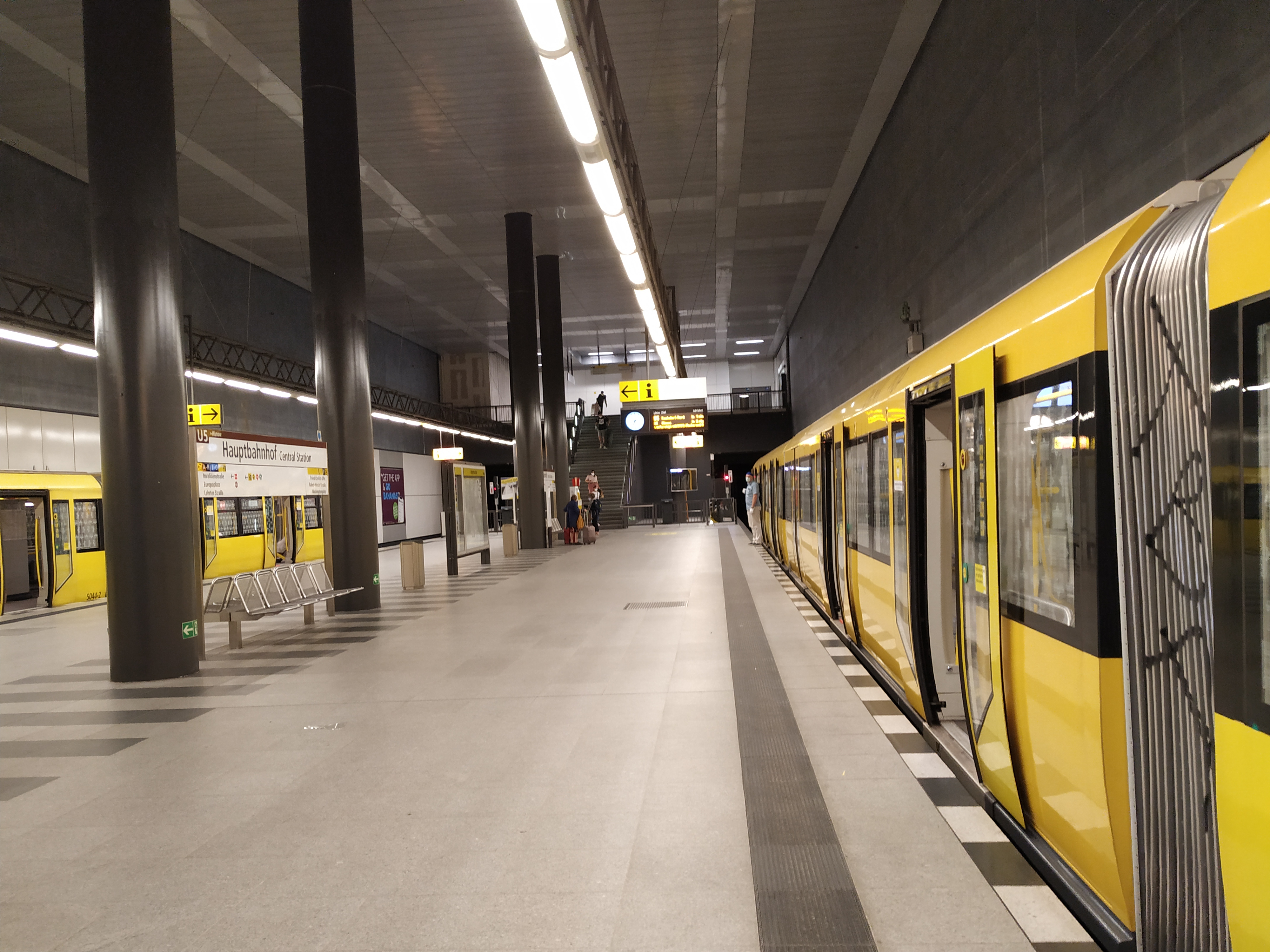

### Intermodalité
Elle est en correspondance directe avec la gare centrale de Berlin, située au-dessus.